# Негрілешть (комуна, Бістріца-Несеуд)
Негрілешть, Негрілешті (рум. Negrilești) — комуна у повіті Бистриця-Несеуд в Румунії. До складу комуни входять такі села (дані про населення за 2002 рік):
- Бряза (1022 особи)
- Негрілешть (1295 осіб) — адміністративний центр комуни
- Пуркерете (225 осіб)

Комуна розташована на відстані 352 км на північний захід від Бухареста, 37 км на північний захід від Бистриці, 64 км на північний схід від Клуж-Напоки.

## Населення
У 2009 році у комуні проживали 2480 осіб.

## Зовнішні посилання
- Дані про комуну Негрілешть на сайті Ghidul Primăriilor [Архівовано 9 серпня 2012 у Wayback Machine.]